# Großsteingräber bei Morsum
Die Großsteingräber bei Morsum waren zwei jungsteinzeitliche Grabanlagen nahe dem Ortsteil Morsum der Gemeinde Sylt auf der Insel Sylt. Die Megalithanlage der Trichterbecherkultur (TBK) entstand zwischen 3500 und 2800 v. Chr. 

## Beschreibung
Die Reste der 1905 zerstörten Gräber befinden sich etwa einen Kilometer südwestlich der Morsumer Schule. Ernst Sprockhoff fasste beide in seinem Atlas der Megalithgräber unter der Nummer 10 zusammen. Karl Kersten erwähnt an diesem Ort noch zwei weitere, inzwischen völlig zerstörte Gräber. Bei den noch erhaltenen Resten handelt es sich um zwei nord-südlich orientierte Dolmen. Die sie umschließenden Grabhügel sind von runder Form, flach und stark überpflügt. Ihre Ränder sind verwaschen. Ihr Durchmesser beträgt 10 m und ihre Höhe 0,2 m. Umfassungssteine sind nicht mehr vorhanden. Die Grabkammern besaßen wohl ursprünglich je zwei Decksteine. Die Nordenden hatten einen einzelnen Abschlussstein und die Südenden einen halbhohen Eintrittstein.